# Bereitschaftspolizei Berlin
Die Bereitschaftspolizei Berlin ist Teil der Direktion Einsatz/Verkehr (Dir E/V) der Polizei Berlin. Sie wurde erstmals 1952 begründet und diente zu dieser Zeit als West-Berliner Sicherheitsreserve. 1992 wurde sie im Rahmen eines Verwaltungsabkommens nach der Wiedervereinigung neu aufgestellt. Sie besteht seit November 2015 aus 17 Einsatzhundertschaften (EHu), zwei Technischen Einsatzeinheiten (TEE) und der Diensthundführereinheit (DhfE). Im April 2018 betrug die Sollstärke der Bereitschaftspolizei 2306 Polizeivollzugsbeamte, jedoch waren nur 2014 Stellen besetzt.

## Aufgaben
Neben den Aufgaben, die allen Bereitschaftspolizeien (Bepo) in Deutschland aufgetragen sind (zum Beispiel Schutz von Versammlungen, Sportereignissen und Staatsbesuchen oder Kontrollen/Razzien), versehen die Kräfte der Berliner Bereitschaftspolizei zur Unterstützung der örtlichen Direktionen Dienst in der Verkehrsüberwachung und in der Kriminalitätsbekämpfung.

## Geschichte
Die Berliner Bereitschaftspolizei wurde zum 1. Februar 1952 im Kasernenkomplex der früheren Flak-Kaserne in Schulzendorf ins Leben gerufen.
Mitte der 1960er Jahre bestanden 3 Abteilungen:
- I. Abteilung, Gallwitzallee 85 (Lankwitz)
- II. Abteilung, Kruppstr. 2 (Moabit)
- III. Abteilung, Ruppiner Chaussee 268 (Schulzendorf)

Am 23. September 1992 wurde die Bereitschaftspolizei in Berlin wieder eingeführt. Nach der Gründung mit zwei Abteilungen wurde zum 1. November 2015 eine dritte Bereitschaftspolizeiabteilung aufgestellt.

## Organisation
Die Bereitschaftspolizei Berlin ist in drei Bereitschaftspolizeiabteilungen (BPA) aufgestellt:
- Die 1. BPA in der Kruppstraße im Ortsteil Moabit (Bezirk Mitte) umfasst die 11., 12., 13., 14., 15. und 16. Einsatzhundertschaft (EHu), die 1. Technische Einsatzeinheit (TEE) sowie die Diensthundführereinheit.
- Die 2. BPA in der Ruppiner Chaussee im Ortsteil Heiligensee (Bezirk Reinickendorf) umfasst die 21., 22., 23., 24. und 25. EHu sowie die 2. TEE.
- Die 3. BPA in der Eiswaldtstraße im Ortsteil Lankwitz (Bezirk Steglitz-Zehlendorf) umfasst die 31., 32., 33., 34., 35. und 36. EHu.

## Kritik
Nach dem Castor-Einsatz 1998 in Ahaus (NRW) schrieb der nordrhein-westfälische Innenminister Franz-Josef Kniola an den Berliner Innensenator Jörg Schönbohm, die dort eingesetzten Berliner BePo-Beamten hätten „unbesonnenes, konzeptloses, unprofessionelles und vor allem aggressives Verhalten gegenüber Demonstranten“ an den Tag gelegt. Schönbohm wies diese Vorwürfe als „haltlos“ zurück.
Zum Schutz des Castor-Transports im Wendland 2005 waren auch Beamte der Berliner BePo eingesetzt. Zwischen diesen und niedersächsischen Beamten kam es zu einem Konflikt, der in einer Strafanzeige gegen einen Berliner Beamten mündete.
Am außerdienstlichen Verhalten eines Teils der im Rahmen des G20-Gipfels 2017 in Hamburg eingesetzten Beamten gab es Kritik sowohl der Medien als auch der Hamburger und der Berliner Polizeiführung. Disziplinarisch blieb dieses Verhalten für die Beamten ohne Folgen.